# 電撃BOPのセクシーマザーファッカーズに!!
『電撃BOPのセクシーマザーファッカーズに!!』(でんげきぽっぷのセクシーマザーファッカーズに)は、2006年に製作、2007年に公開された日本映画。監督、脚本は島田角栄。

## 概要
けんか500戦無敗のパンクロッカー、ヤクザ狩りをする謎の世直し活動家、暴力とロックを愛するヤクザの３人が出会い、破天荒な暴走を繰り広げる。

## キャスト
- 中井正樹
- 大西明子
- デカルコマリィ
- 坂平堅太
- 伊黒直美
- 小寺智子
- ハスミマサオ
- かわら長介
- 森下亮
- 奥井隆一
- 川添公二
- 神原くみ子
- 鷹比呂
- 安藤八主博
- 内田久美子
- 田中・高坂
- 玉垣裕司
- 緒方晋
- 山田きよし
- 清水正年

## スタッフ
- 監督・脚本・音楽・美術・編集：島田角栄
- プロデューサー：行貞公博、鈴木幹久
- 制作：島田角栄、佐ノ雀頭、沖直久
- 撮影：島田角栄、谷口譲、藤本公一
- アニメーション：楠木渉

- 配給：Punk Film

## 受賞
- LA ジャパンフィルムフェスティバル2009観客賞受賞
- 東葛国際映画祭2006審査員特別賞受賞